# Gelasma coerulea
Gelasma coerulea là một loài bướm đêm trong họ Geometridae.